# Тоннель Бруклин — Бэттери
Тоннель Бру́клин — Бэ́ттери (англ. Brooklyn–Battery Tunnel) или Тоннель Хью Кэри (англ. Hugh L. Carey Tunnel) — платная автодорога в Нью-Йорке, проходящая под проливом Ист-Ривер между Бруклином и Манхэттеном.
Тоннель пролегает недалеко от Губернаторского острова, однако не имеет на него выездов. Тоннель разделён на две части, в каждой из которых проходит по две полосы. Совокупная длина тоннеля составляет 2779 метров, что делает его длиннейшим подводным тоннелем в Северной Америке. Движение по тоннелю было открыто в 1950 году. Тоннель представляет собой межштатное шоссе I-478, переходящее на юге в шоссе I-278, а на севере — во внутриштатное шоссе 9A. Официальное название, «тоннель Хью Кэри», было ему дано в декабре 2010 года в честь 51-го губернатора штата Нью-Йорк. Тоннель принадлежит городу Нью-Йорк и управляется агентством мостов и туннелей компании MTA.

## История
Слово «Бэттери» в названии тоннеля является отсылкой к артиллерийской батарее (англ. battery), находившейся в прошлом на южном мысе Манхэттена. Прокладка тоннеля была начата 28 октября 1940 года. Тогда же состоялась грандиозная церемония его закладки, на которой присутствовал сам президент США Рузвельт.

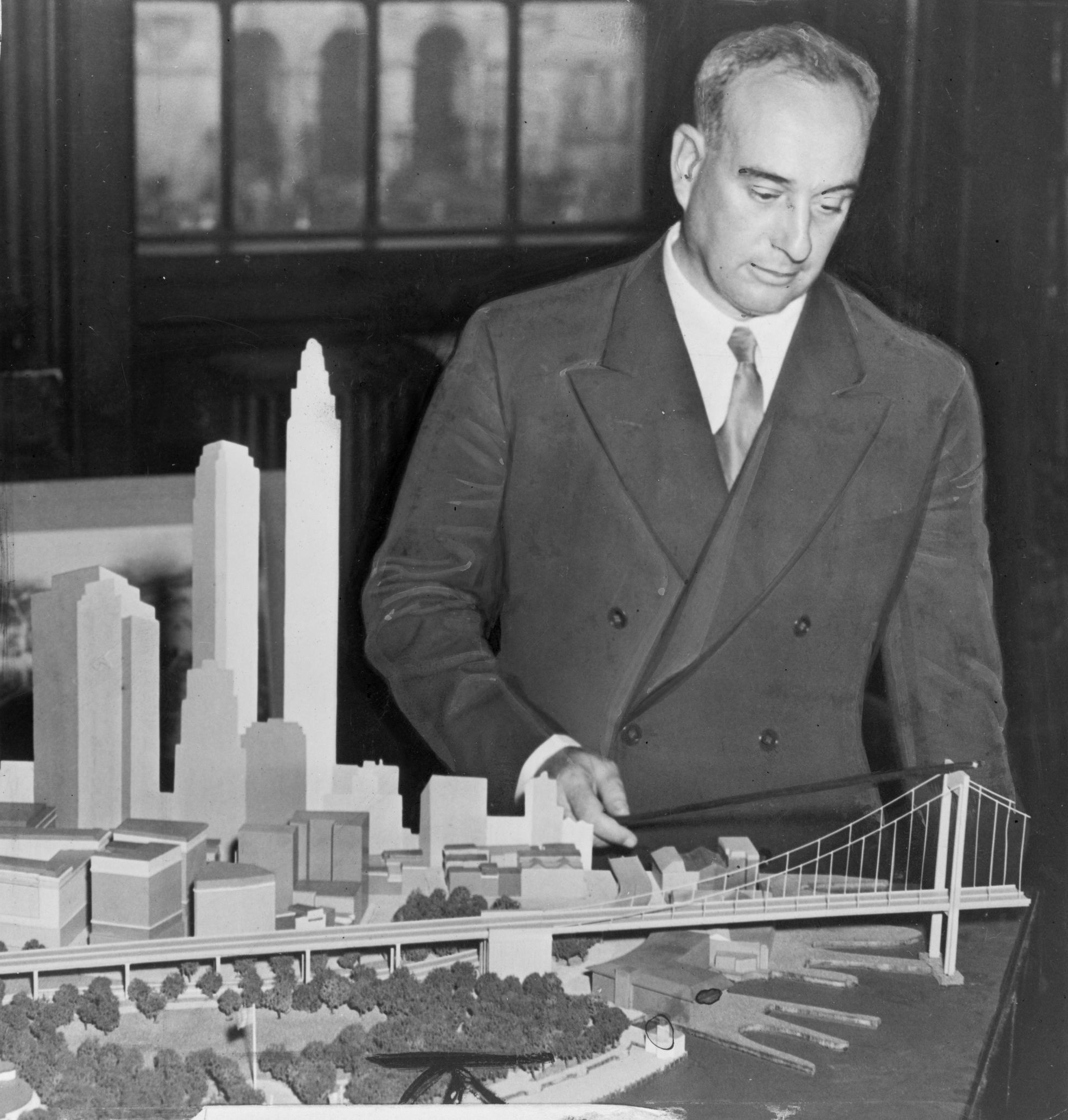
Роберт Мозес у макета предложенного им проекта моста

Значительная часть квартала Маленькая Сирия, расположенного в районе Вашингтон-стрит и населённого преимущественно арабами-христианами, была снесена. На его месте был проложен въезд в тоннель. Жители квартала впоследствии переселились на Атлантик-авеню, ныне являющуюся центром арабской общины Нью-Йорка. Движение по тоннелю было открыто 25 мая 1950 года.
Глава агентства мостов Роберт Мозес попытался внести предложение о постройке моста вместо тоннеля. Однако оно не нашло поддержки. Среди прочих высказывались аргументы о том, что мост испортит уникальный вид на Манхэттен и значительно уменьшит площадь Бэттери-парка. Однако Мозес оставался непреклонным. Проект постройки тоннеля был утверждён лишь по прямому указанию президента Рузвельта, отданному по военному каналу связи. Согласно ему, мост, построенный вблизи военно-морской верфи, представлял бы угрозу национальной безопасности. Указ был издан с обозначенной формулировкой, несмотря на то что вблизи верфи до этого уже были построены Манхэттенский и Бруклинский мосты.
Тоннель был спроектирован архитектором Оле Сингстадом родом из Норвегии. Изначально тоннель планировалось сдать в октябре 1943 года. Однако на время войны строительство было заморожено и было продолжено лишь в конце 1945 года. В то же время агентство мостов было объединено с агентством тоннелей. Работами по завершению строительства руководил Роберт Мозес, вставший во главе объединённого агентства.
На прокладку тоннеля израсходовалось более 400 тонн взрывчатки, 13 900 тонн стали, 93 600 тонн чугуна, 205 000 м³ цемента, 3010 км электрического кабеля, 883 391 болт и 799 000 облицовочных и потолочных плиток. Вентиляция в тоннеле поддерживается 53 установками, управляемыми 104 электромоторами. При тоннеле имеется четыре вентиляционные башни: две в Манхэттене, одна близ выезда из тоннеля в Бруклине и одна на Губернаторском острове. На полный цикл замены воздуха в тоннеле уходит около 1,5 минуты.
По состоянию на конец 2010 года тариф на проезд двухосных транспортных средств установлен в размере 6,50 $ со скидкой в 1,70 $ за использование системы E-ZPass. Тариф для мотоциклов установлен в размере 2,75 $ в обоих направлениях со скидкой за использование E-ZPass в размере 0,66 $.
8 декабря 2010 года члены легислатуры штата Нью-Йорк проголосовали за переименование тоннеля в честь бывшего губернатора штата Хью Кэри.

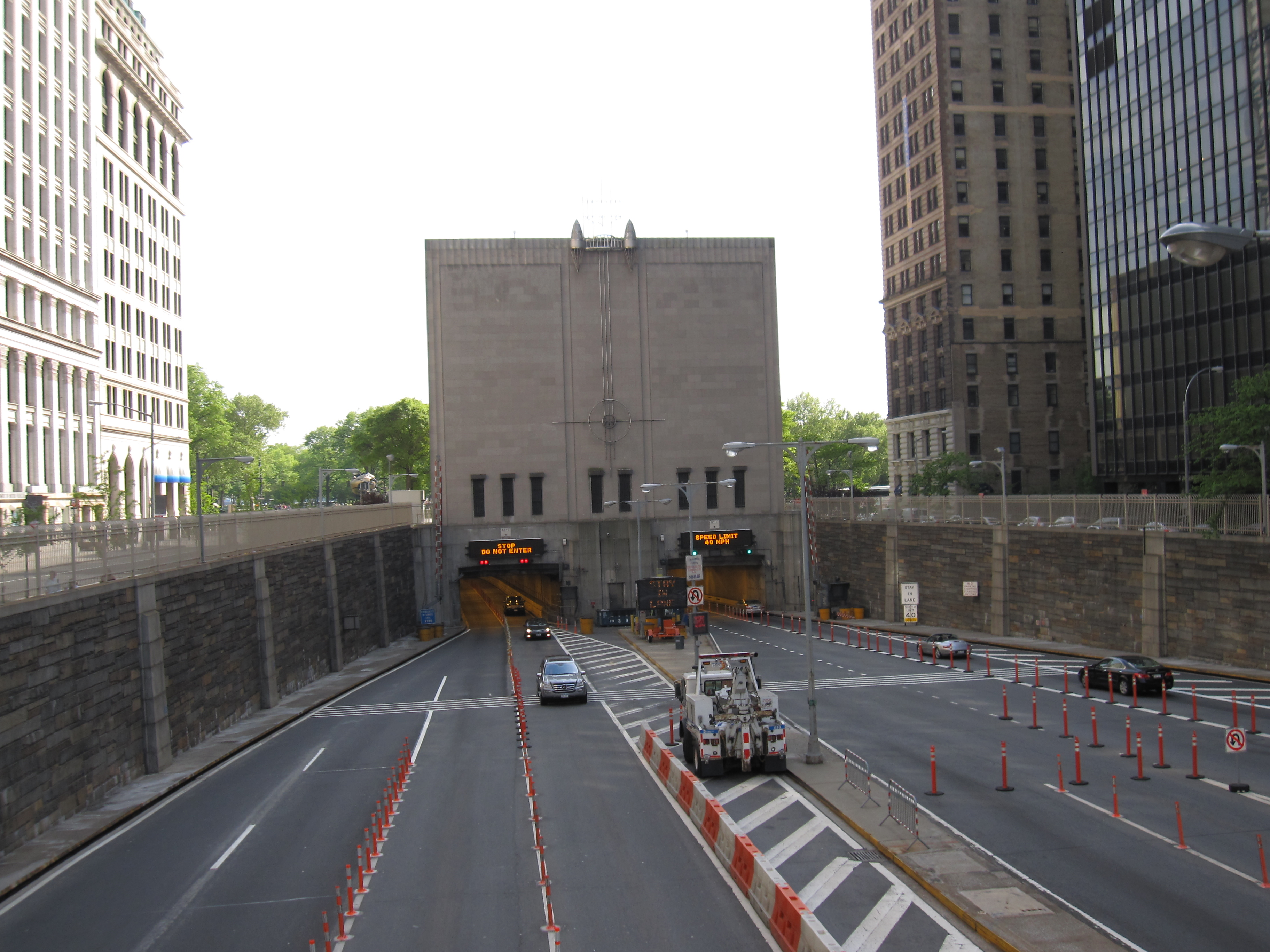
Въезд на Манхэттене
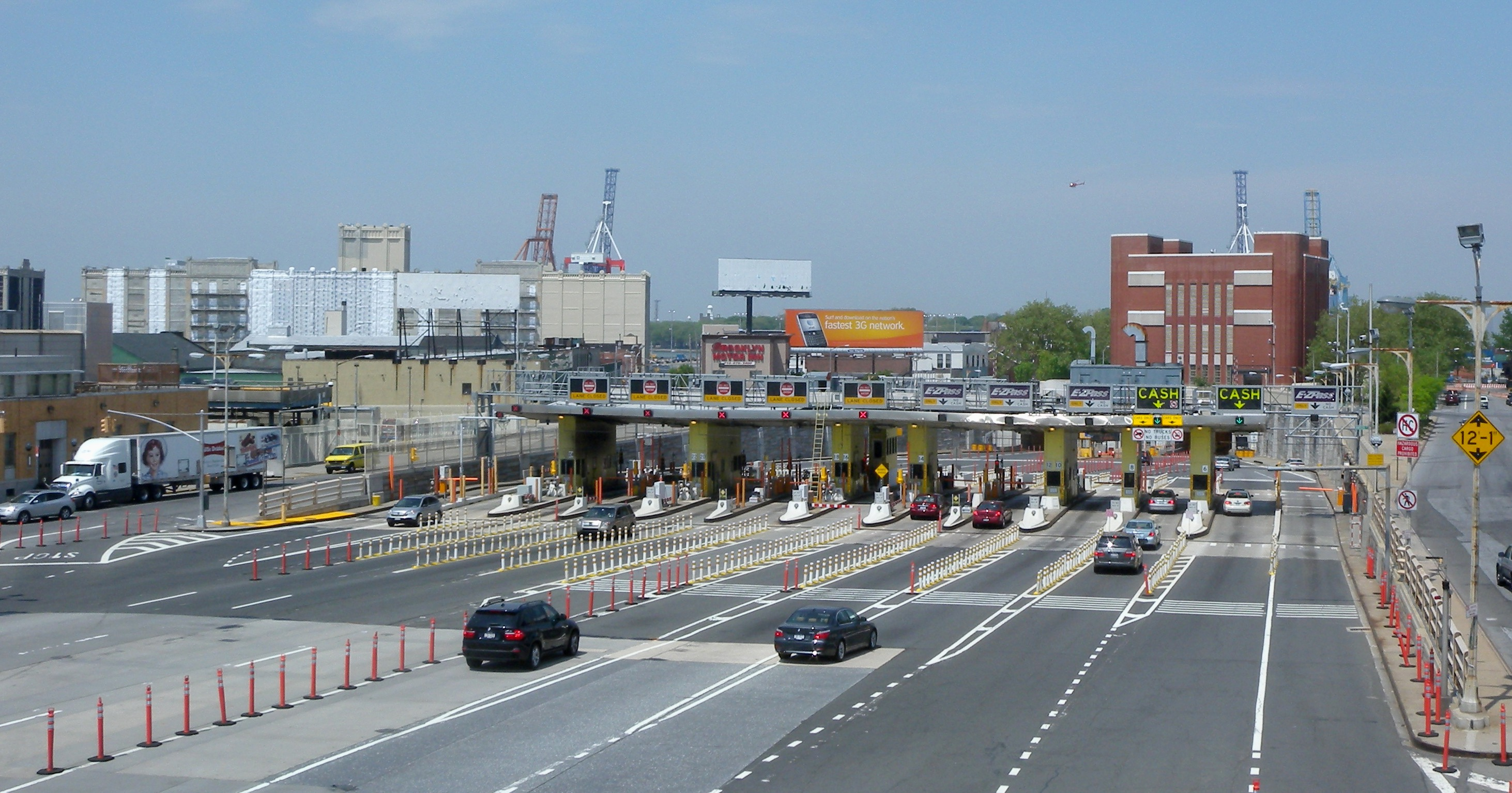
Въезд в Бруклине
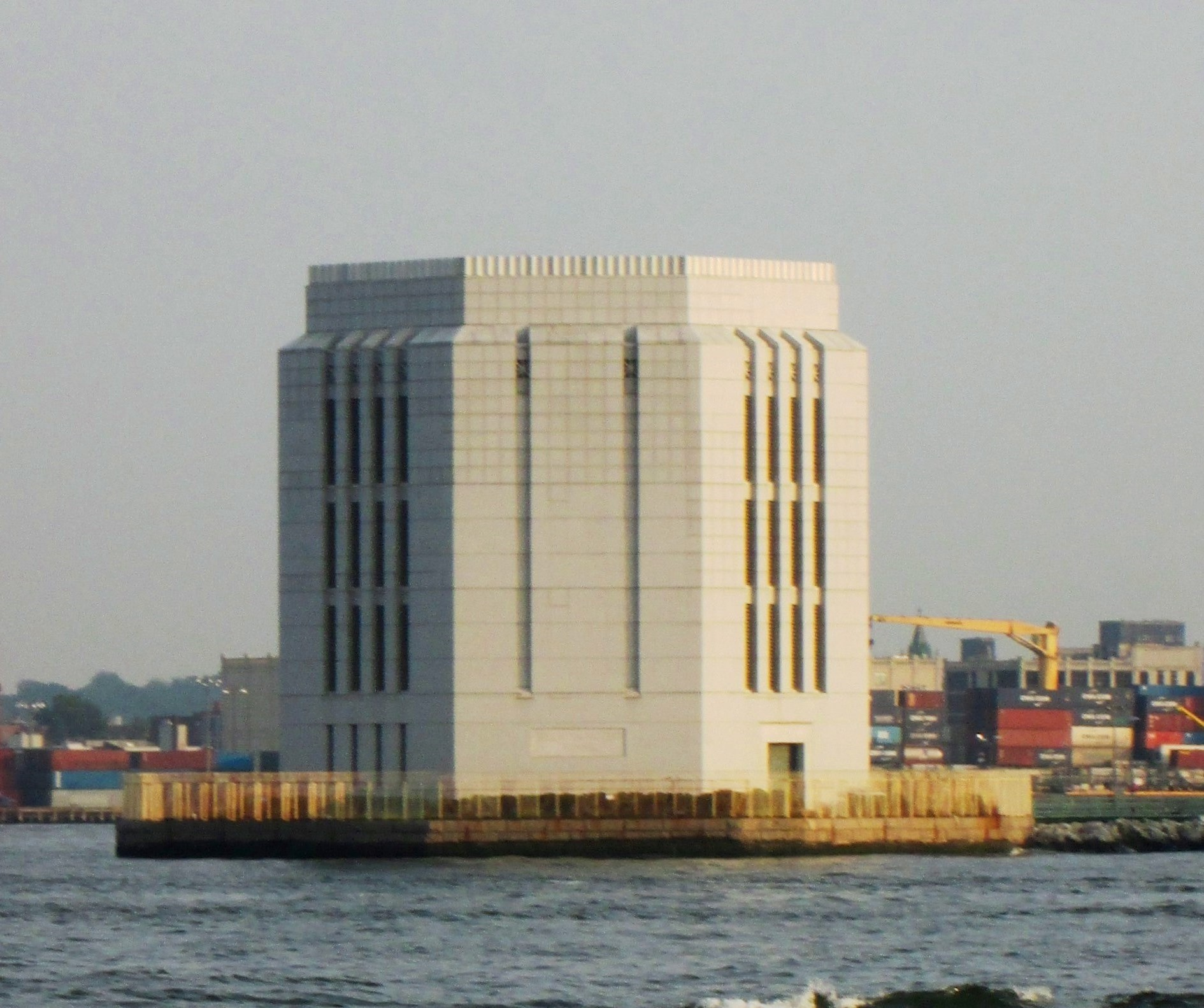
Вентиляционное здание